# Седьмое правительство Израиля

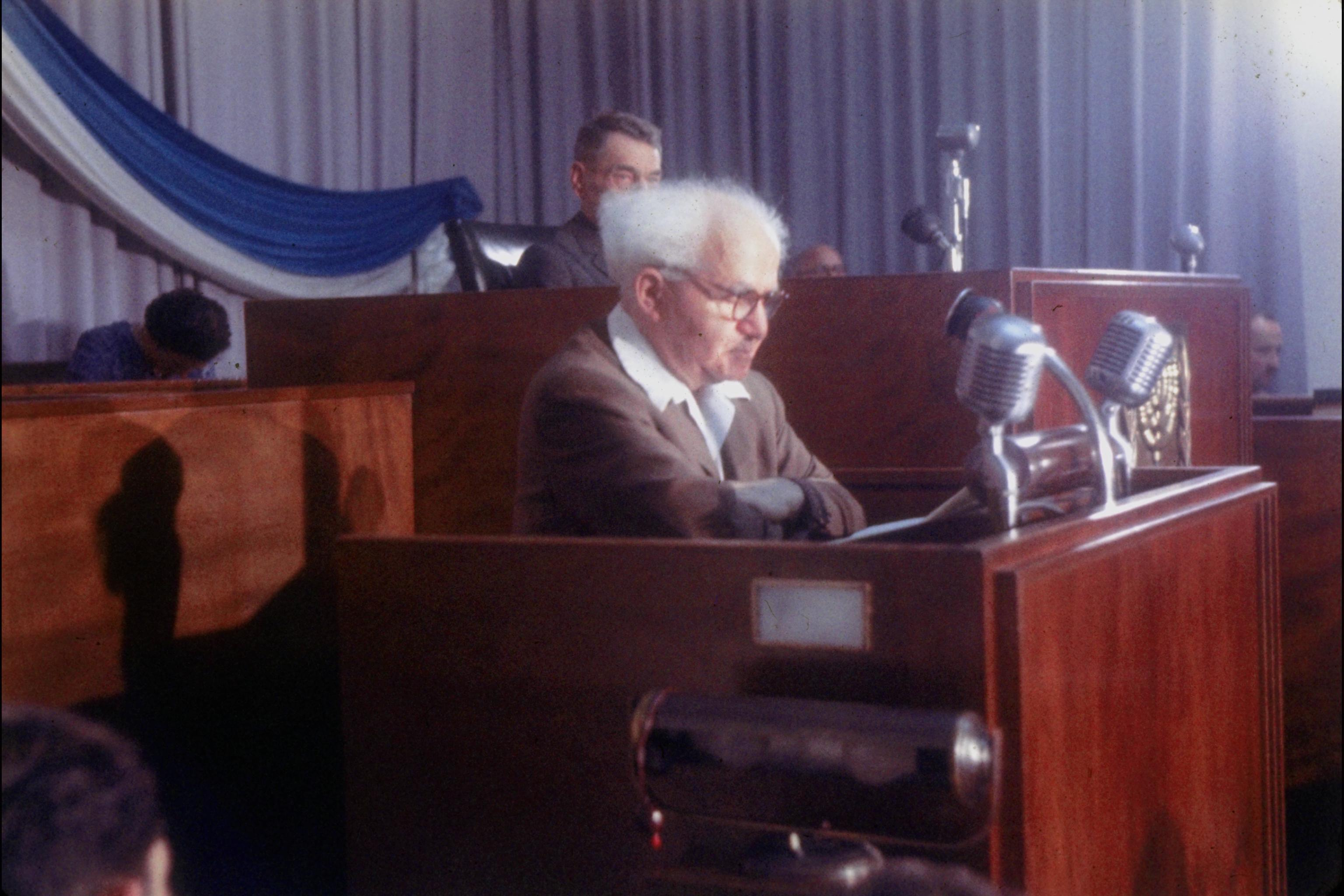
Д.Бен-Гурион выступает в Кнессете, 1957

Седьмое правительство Израиля (ивр. ממשלת ישראל השביעית‎) было сформировано Давидом Бен-Гурионом 3 ноября 1955 по итогам парламентских выборов, прошедших в июле того же года. Правительство было коалиционным, в правящую коалицию входили партии МАПАЙ, МАФДАЛ, МАПАМ, Ахдут ха-Авода, а также Демократический список арабов Израиля, Прогресс и труд и Сельское хозяйство и развитие.
17 декабря 1957 Бен-Гурион обвинил министров от партии Ахдут ха-Авода в утечке в СМИ информации о визите начальника Генерального штаба армии Израиля Моше Даяна в ФРГ и потребовал их отставки. Правительство ушло в отставку после отставки Бен-Гуриона 31 декабря 1957, но исполняло свои обязанности до тех пор, пока Бен-Гурион через неделю не сформировал новый состав правительства.
| Седьмое правительство Израиля               | Седьмое правительство Израиля                                | Седьмое правительство Израиля  |
| Должность                                   | Имя, фамилия                                                 | Партийная принадлежность       |
| ------------------------------------------- | ------------------------------------------------------------ | ------------------------------ |
| Премьер-министр Министр обороны             | Давид Бен-Гурион                                             | МАПАЙ                          |
| Министр сельского хозяйства                 | Кадиш Луз                                                    | МАПАЙ                          |
| Министр развития                            | Мордехай Бентов                                              | МАПАМ                          |
| Министр образования и культуры              | Залман Аран                                                  | МАПАЙ                          |
| Министр финансов                            | Леви Эшколь                                                  | МАПАЙ                          |
| Министр иностранных дел                     | Моше Шарет (с 19 июня 1956) Голда Меир (с 3 ноября 1955)     | МАПАЙ                          |
| Министр здравоохранения                     | Исраэль Барзилай                                             | МАПАМ                          |
| Министр внутренних дел                      | Исраэль Бар-Йехуда                                           | Ахдут ха-Авода                 |
| Министр юстиции                             | Пинхас Розен                                                 | Прогрессивная партия           |
| Министр труда                               | Голда Меир (до 19 июня 1956) Мордехай Намир (с 19 июня 1956) | МАПАЙ                          |
| Министр внутренней безопасности             | Бехор-Шалом Шитрит                                           | МАПАЙ                          |
| Министр связи                               | Йосеф Бург                                                   | МАФДАЛ                         |
| Министр по делам религий                    | Хаим Моше Шапира                                             | МАФДАЛ                         |
| Министр торговли и промышленности           | Пинхас Сапир                                                 | Не являлся депутатом кнессета1 |
| Министр транспорта                          | Моше Кармель                                                 | Не являлся депутатом кнессета2 |
| Министр без портфеля                        | Перец Нафтали                                                | МАПАЙ                          |
| Заместитель министра сельского хозяйства    | Зеэв Цур                                                     | Ахдут ха-Авода                 |
| Заместитель министра образования и культуры | Унна, Моше (до 31 декабря 1957)                              | МАФДАЛ                         |
| Заместитель министра по делам религий       | Зерах Вархафтиг (до 28 декабря 1957)                         | МАФДАЛ                         |

1 Сапир был избран в следующий состав кнессета (1959) от партии МАПАЙ
2 Кармель впоследствии вошёл в состав фракции Ахдут ха-Авода.